# Запоріжжя (Мелітопольський район)
Запоріжжя —  село в Україні, в Мелітопольському районі Запорізької області. Входить до складу Новоуспенівської сільської громади. Населення становить 656 осіб.

## Географія
Село Запоріжжя розташоване на відстані 0,5 км від села Братолюбівка, за 2,5 км від сіл Білівське і Таврія, за 12 км на південний схід від селища Веселе. До найближчого полустанка Українка Придніпровської залізниці - 7 км. Поруч проходить автомобільна дорога Т 0805.
У селі є вулиці: 40 років Перемоги, Гагаріна, Молодіжна, Садова, Хліборобна, Центральна та Ювілейна.

### Клімат
Клімат села помірно континентальний, зі спекотним літом і малосніжною, переважно теплою зимою, характеризується чітко означеною посушливістю.
| Клімат Запоріжжя          | Клімат Запоріжжя | Клімат Запоріжжя | Клімат Запоріжжя | Клімат Запоріжжя | Клімат Запоріжжя | Клімат Запоріжжя | Клімат Запоріжжя | Клімат Запоріжжя | Клімат Запоріжжя | Клімат Запоріжжя | Клімат Запоріжжя | Клімат Запоріжжя | Клімат Запоріжжя |
| Показник                  | Січ.             | Лют.             | Бер.             | Квіт.            | Трав.            | Черв.            | Лип.             | Серп.            | Вер.             | Жовт.            | Лист.            | Груд.            | Рік              |
| Середній максимум, °C     | −0,2             | 0,3              | 4,7              | 13,6             | 21,0             | 25,7             | 28,2             | 27,4             | 21,9             | 14,5             | 7,2              | 2,8              | 13               |
| Середня температура, °C   | −3,2             | −2,7             | 1,3              | 9,2              | 16,0             | 20,5             | 22,9             | 22,0             | 16,7             | 10,1             | 4,2              | 0,2              | 9                |
| Середній мінімум, °C      | −6,1             | −5,7             | −2               | 4,9              | 11,1             | 15,4             | 17,6             | 16,7             | 11,5             | 5,8              | 1,2              | −2,3             | 5                |
| Норма опадів, мм          | 38               | 34               | 30               | 31               | 41               | 48               | 45               | 36               | 32               | 25               | 35               | 44               | 439              |
| ------------------------- | ---------------- | ---------------- | ---------------- | ---------------- | ---------------- | ---------------- | ---------------- | ---------------- | ---------------- | ---------------- | ---------------- | ---------------- | ---------------- |
| Джерело: climate-data.org |                  |                  |                  |                  |                  |                  |                  |                  |                  |                  |                  |                  |                  |

## Історія
Запоріжжя засноване у 1924 році переселенцями з с. Мала Білозерка Мелітопольського повіту.
У 1962-1965 роках належало до Михайлівського району Запорізької області, відтак у складі Веселівського району.
До 2017 року було центром Запорізької сільської ради.
22 червня 2023 року рішенням Національної комісії зі стандартів державної мови віднесено до списку населених пунктів, які «можуть не відповідати лексичним нормам української мови», зокрема стосуватися «російської імперської чи колоніальної політики». Громаді рекомендовано обґрунтувати доцільність збереження поточної назви або запропонувати нову назву в установленому законодавством порядку.

## Населення
Згідно з переписом УРСР 1989 року чисельність наявного населення села становила 617 осіб, з яких 303 чоловіки та 314 жінок.
За переписом населення України 2001 року в селі мешкали 652 особи.

### Мова
Розподіл населення за рідною мовою за даними перепису 2001 року:
| Мова       | Чисельність | Відсоток |
| ---------- | ----------- | -------- |
| українська | 589         | 89,79 %  |
| російська  | 62          | 9,45 %   |
| молдовська | 3           | 0,46 %   |
| інші       | 2           | 0,30 %   |
| Усього     | 656         | 100%     |

## Релігія
У селі є парафія та храм Покрови Пресвятої Богородиці, що належать до Веселівського благочиння Запорізької єпархії Православної Церкви України.

## Освіта і культура
У селі є школа, дитячий садочок та клуб.

## Охорона здоров'я
У селі є фельдшерсько-акушерський пункт.